# Foldit
Foldit ist ein experimentelles Computerspiel, das Wissenschaftlern bei der Optimierung von Proteinen helfen soll. Es wird in Zusammenarbeit der Abteilungen „Computer Science and Engineering“ und „Biochemistry“ an der University of Washington entwickelt; unter anderem sind viele Mitarbeiter des Rosetta@home-Projektes beteiligt. Der Ansatz von Foldit ist eine Kombination aus Crowdsourcing und verteiltem Rechnen. Die erste öffentliche Beta-Version wurde im Mai 2008 veröffentlicht.

## Design und Ziel des Spiels
Ziel des Spieles ist es, ein möglichst gut „gefaltetes“ Protein zu erhalten, d. h. ein Modell des Proteins im Zustand des Energieminimums. Das ist die Form, in der es in der Natur vorkommt. Dazu sind allerdings keinerlei Vorkenntnisse nötig, die Bewertung erledigt das Programm.
Die Möglichkeiten, die der Spieler zur Proteinmanipulation hat, werden in einer Serie von Tutorialpuzzles erklärt. Für das Spiel wird dabei eine graphische Entsprechung der Proteinstruktur angezeigt, die der Spieler mit verschiedenen Werkzeugen verändern kann.
Wenn die Struktur verändert wird, berechnet das Programm einen Punktwert basierend darauf, wie gut das Protein gefaltet ist. Für jedes Puzzle wird ein Highscore sowohl für Einzel- als auch für Gruppenlösungen errechnet, der sich in Echtzeit ändert.
Der Prozess, mit dem Lebewesen die primäre Struktur eines Proteins synthetisieren, die Proteinbiosynthese, ist recht gut verstanden, ebenso die Codierung als DNA. Zu bestimmen, wie die primäre Struktur eines Proteins sich in eine funktionierende, dreidimensionale Struktur verwandelt – wie sich das Protein faltet – ist schwieriger. Der generelle Prozess ist bekannt, aber die Vorhersage von Proteinstrukturen verlangt viel Rechenzeit, stark steigend mit zunehmender Länge des Proteins, und ist unvollkommen.
Foldit ist der Versuch, die natürlichen menschlichen 3-D-Mustererkennungsfähigkeiten auf dieses Problem anzusetzen. Gegenwärtige Puzzles basieren auf gut verstandenen Proteinen. Indem untersucht wird, auf welche Art die Spieler intuitiv an diese Puzzles herangehen, versuchen die Wissenschaftler, existierende Proteinfaltungssoftware zu verbessern.
2008 nahm Foldit am Protein-Vorhersage-Wettbewerb CASP8 teil und schnitt trotz geringer Erfahrung der Spieler und teils unausgereifter Werkzeuge sehr gut ab. In der Hälfte der Fälle gelang eine Top-3-Platzierung und einmal der Spitzenplatz (bei 71 bis 83 teilnehmenden Laboren, zwei Mal 527). In jedem einzelnen Fall wurden alle Modelle, die nur von Computern berechnet wurden, übertroffen.

## Erfolge

### M-PMV-Protease
Im September 2011 wurde von Foldit die Struktur des monomerischen Proteins M-PMV-Protease (Mason-Pfizer monkey virus retroviral protease) entschlüsselt, das AIDS bei Rhesusaffen auslöst.

### Diels-Alderase
Im Januar 2012 wurde bekannt gegeben, dass Foldit-Spielern die Neugestaltung eines Proteins mit einer 18-fach höheren Aktivität als dem Original gelang. Das Protein ist ein computergeschaffenes Enzym, das die Diels-Alder-Reaktion katalysiert. Die Foldit-Spieler überarbeiteten das Enzym durch Zugabe von 13 Aminosäuren und erhöhten somit seine Aktivität um das 18-Fache.

## Auszeichnungen
- Sonderpreis der Jury Deutscher Computerspielpreis 2020[6]